# Sergio VII di Napoli
Sergio VII (... – 30 ottobre 1137) fu l'ultimo Duca di Napoli che resse il Ducato tra il 1123 e il 1137.

## Biografia

### Origini e famiglia
Sergio nacque dal duca di Napoli Giovanni VI e da Anna o Eva di Gaeta; succedette al padre nel 1132, governando in un'epoca di costanti disturbi politici nell'Italia meridionale. Per sua madre, Sergeio è il nipote di Goffredo Ridello, un avventuriero normanno che aveva combattuto i musulmani in Sicilia prima di diventare duca di Gaeta nel 1068.
Nel 1130 Sergio, forse per attirare a sé i boni homines, promulgò un editto che può essere assimilato ad un proto-statuto costituzionale.

### Inizio del regno
Adolescente, suo padre lo associa al potere, al più tardi nel 1114, anno in cui appare in un documento datato 3 marzo.
Nel 1129, sentendosi minacciato dall’ascesa del conte Ruggero II di Sicilia, che rivendicava tra l’altro il ducato di Puglia, Sergio VII firma un trattato di alleanza con il duca Riccardo III di Gaeta. Tuttavia, quando Ruggero II diventa re di Sicilia nel 1130, Sergio non osa opporglisi e si sottomette alla sua autorità.
Nel 1134 appoggia la rivolta di due oppositori di Ruggero II: il principe Roberto II di Capua e il conte Rainulfo di Alife.

### Assedio di Napoli
Nel 1135, Sergio VII viene assediato a Napoli dal re Ruggero II che, ordinando alle sue truppe di distruggere i raccolti, gli alberi e le vigne, riduce la città alla fame. I napoletani, preferendo morire di fame piuttosto che sottomettersi a un «re malvagio», secondo Falcone di Benevento, resistono mentre Sergio riesce a lasciare la città per recarsi a Pisa allo scopo di ottenere rinforzi. Poco dopo il suo ritorno, nel marzo del 1136, Napoli viene rifornita dal principe di Capua che, via mare, riesce a portare un importante convoglio di viveri: grazie a questi aiuti, gli assediati possono proseguire la resistenza, sostenuti anche dalla speranza dell’imminente arrivo dell’imperatore germanico Lotario II, spinto dal papa Innocenzo II e dall’imperatore bizantino Giovanni II Comneno ad attaccare il re di Sicilia. Di fronte alla minaccia, Ruggero II abbandona l’assedio all’inizio del 1137. Tuttavia, le truppe imperiali, sopraffatte dal caldo e dalle malattie, decidono di abbandonare il sud dell’Italia. Sergio decide allora di sottomettersi nuovamente al re di Sicilia.

### Battaglia di Rignano e fine del ducato
Il ducato di fatto finì con la resa di Napoli e, di conseguenza, Sergio assunse la condizione di vassallo del Re normanno.
È in questa situazione di vassallaggio che Sergio VII dovette comandare le truppe napoletane insieme a quelle di Ruggero in Rignano Garganico, partecipando alla battaglia che vide l'importante sconfitta di Ruggero contro Rainulfo di Alife, che aveva assunto il titolo di duca della Puglia, titolo rivendicato da Ruggero come suo.
Nella grande sconfitta del 30 ottobre 1137 Sergio VII muore difendendo il suo antico nemico Ruggero II. Paradossalmente, questa sconfitta aprì per Ruggero l'opportunità di assicurarsi la signoria di Napoli senza vassalli di sorta, perché nei due anni successivi i nobiles napoletani non giunsero ad un accordo sulla successione di Sergio VII, morto senza eredi.
Il Ducato di Napoli venne quindi assorbito dalla corona siciliana nel 1139, come era già accaduto con tutti gli altri ducati di origine bizantina nel meridione d'Italia.